# 211 West Fort Street
El 211 West Fort Street es un rascacielos de 27 pisos en el Downtown de Detroit, Míchigan. La construcción comenzó en 1961 y terminó en 1963. En el momento de su inaugurtación era el 7ª edificio más alto de la ciudad, y fue el rascacielos más alto construido en la década de 1960. El edificio se encuentra en la esquina sureste de Fort Street y Washington Boulevard. Fue construido adyacente al edificio de la Detroit Trust Company, diseñado por Albert Kahn en 1915, como oficinas del Detroit Bank and Trust Company, más tarde conocido como Comerica. El banco ocupó espacio en el edificio hasta 1993, cuando se mudó al One Detroit Center. En el patio entre los dos edificios hay una escultura basada en el logotipo del banco en ese momento.
El edificio actualmente alberga oficinas para el Detroit Economic Club, el Tribunal de Distrito de los Estados Unidos para el Distrito Este de Michigan, el Fiscal de los Estados Unidos y varios otros inquilinos.

## Arquitectura
Fue diseñado en el estilo internacional por los arquitectos Harley, Ellington, Cowin y Stirton en 1961. Las ventanas tintadas en marcos de hormigón prefabricados crean un patrón de rejilla único a lo largo de la amplia fachada del edificio. La dirección del edificio "211" se muestra a lo largo de la línea del techo.
Su vestíbulo de dos pisos tiene un recubrimiento en vidrio y una galería con salidas por el norte norte y el oeste. Los bancos de ascensores y otras paredes interiores están cubiertos con granito negro y baldosas de travertino. Rosetti Architects fue comisionado recientemente para rediseñar el lobby. El sitio se inclina de norte a sur permitiendo una entrada de servicio y estacionamiento a nivel de la calle frente a la calle Congress.